# Ma Corona
Ma Corona est une corona, formation géologique en forme de couronne, située sur la planète Vénus par -22,5° S et 57° E. Elle est localisée dans le quadrangle de Scarpellini. Elle a été nommée en référence à Ma, déesse de la fertilité en Aise mineure. 

## Géographie et géologie
Ma Corona couvre une surface circulaire d'environ 420 km de diamètre. Cette formation fait partie des 59 coronae de plus de 400 km de diamètre sur la surface de Vénus.